# Acerentomon pannonicum
Acerentomon pannonicum är en urinsektsart som beskrevs av Imre Loksa 1966. Acerentomon pannonicum ingår i släktet Acerentomon och familjen lönntrevfotingar. Inga underarter finns listade i Catalogue of Life.